# 滝原祐太
滝原 祐太（たきはら ゆうた、1992年1月22日 - ）は、日本の俳優、声優である。血液型B型。堀越高等学校卒業。

## 出演

### CM
- P&G ミューズ
- NTT東日本 照れるギルバート（2004年）

### 映画
- 朱霊たち
- 虹をつかむ男 南国奮斗篇（1997年）

### 舞台
- 桜ふぶき
- 遠山の金さん
- 無法松の一生

### テレビアニメ
- capeta（2005年） - 安藤信（小学生） 役

### 劇場版アニメ
- 河童のクゥと夏休み（2006年） - オッサンの前の飼い主 役

### 吹き替え
- がんばれ!ベアーズ
- シャークボーイ&マグマガール 3-D（マックス〈ケイデン・ボイド〉）
- スタンド・バイ・ミー（ゴードン・ラチャンス）※BD版
- リセス 〜ぼくらの休み時間〜（ガス〈2代目〉）
  - リセス 〜ぼくらの夏休みを守れ!〜
- リロ・アンド・スティッチ ザ・シリーズ（ガス）